# Stanisław Lupa Podlodowski

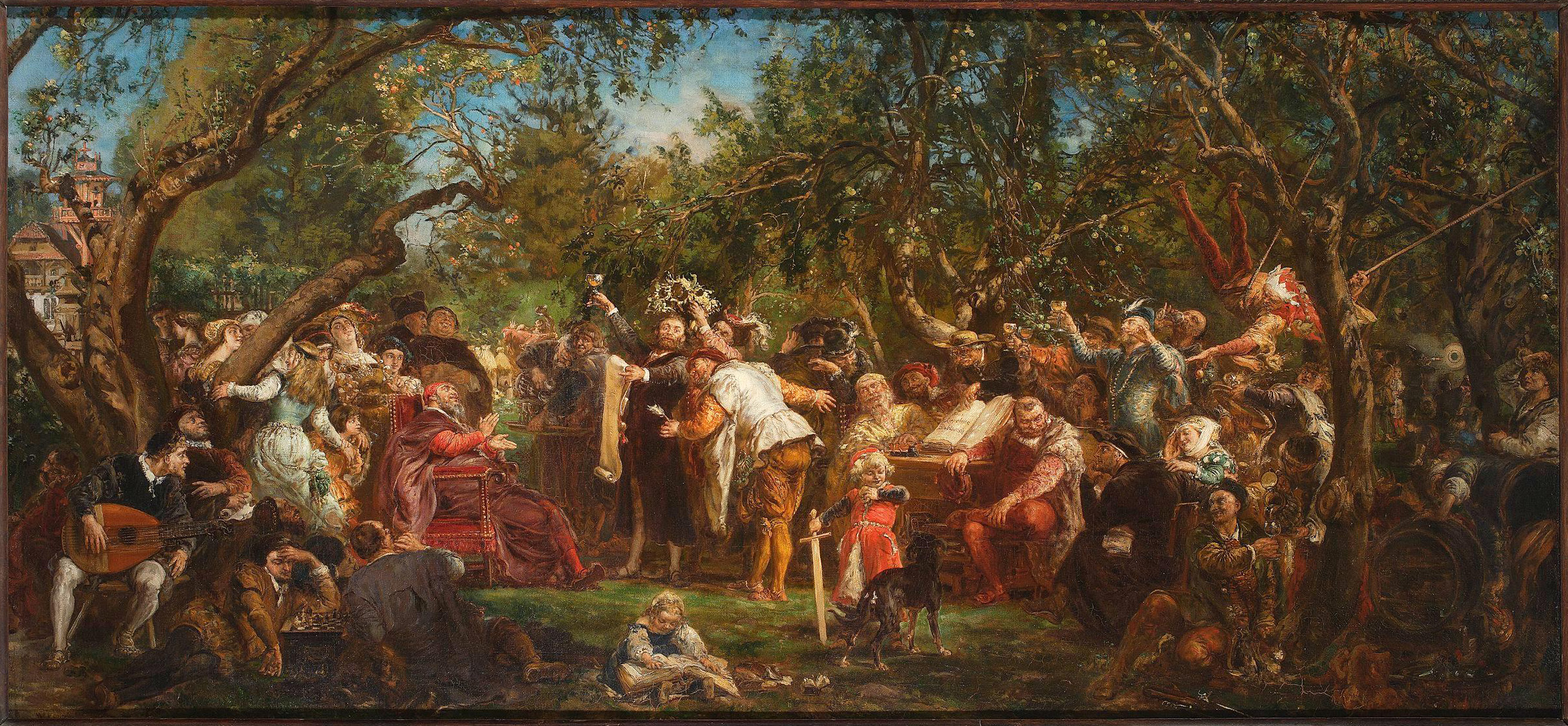
Jan Matejko Rzeczpospolita Babińska, 1881, Muzeum Narodowe w Warszawie, na obrazie Stanisław Pszonka w koronie ze słoneczników, arcybiskup gnieźnieński Mikołaj Dzierzgowski siedzi w fotelu, poeta i sekretarz królewski Andrzej Trzecieski z piórem w ręku obok Pszonki, wojewoda lubelski Piotr Firlej siedzi przy stoliku, Andrzej Frycz Modrzewski siedzi obok Firleja, Piotr Kaszowski w słomianym kapeluszu, Mikołaj Rej wsparty o stolik, ksiądz i pisarz Stanisław Orzechowski rozmawia z Rejem, jego żona Magdalena Chełmska huśta się obok, lutnista królewski Valentin Bakfark i lekarz-filozof Sebastian Petrycy siedzą na lewo pod drzewem, Jan Kochanowski z kronikarzem Marcinem Bielskim grają w szachy, heraldyk Bartosz Paprocki siedzi roześmiany za grającymi w szachy, ze wzniesionymi kielichami stoją magnaci: Jan Łaski, Mikołaj Oleśnicki i stolnik sandomierski Stanisław Lupa Podlodowski.

Stanisław Podlodowski zw. Lupą (ur. między 1503 a 1513, zm. między 9 czerwca a 4 lipca 1550) – polski szlachcic. Dworzanin biskupa Samuela Maciejowskiego (marszałek dworu ok. 1542), a także dworzanin króla Zygmunta I Starego, stolnik sandomierski od 1546/7; poseł ziemi sandomierskiej na Sejm, marszałek izby poselskiej (sejm piotrowski na przełomie 1547 i 1548). Znaczący działacz ruchu egzekucyjnego.
Żonaty z Elżbietą z Biejkowskich Podlodowska. Ojciec Doroty Podlodowskiej, żony polskiego poety renesansowego Jana Kochanowskiego. Dorota miała dwie starsze siostry, Urszulę i Elżbietę, oraz trzech braci: Grzegorza – starostę radomskiego, Jakuba – podkomorzego królewskiego (zabitego w Turcji w 1583) i Jana.
Uwieczniony na obrazie Jana Matejki pt. Rzeczpospolita Babińska.